# José María Amilibia
José María de Amilibia y Machimbarrena (San Sebastián, 8 de octubre de 1900 - Vitoria, 28 de abril de 1933) fue un abogado y político español, gobernador civil de Álava y Vizcaya durante la Segunda República.

## Biografía
Era hijo de Eustasio de Amilibia y Calbetón, Aristeguieta y Blanchon, VI marqués de la Paz, hermano de Miguel de Amilibia y Machimbarrena y biznieto del célebre alcalde de San Sebastián Eustasio de Amilibia y Egaña, que consiguió en 1863 el derribo de sus murallas permitiendo el ensanche, crecimiento y desarrollo de la ciudad.
Fue jefe letrado del Ayuntamiento de San Sebastián y vicepresidente del Real Club Náutico de San Sebastián. Monárquico en su juventud, optó políticamente por el republicanismo, al igual que también hicieron sus hermanos, entre los que destaca Miguel, diputado por el Partido Socialista Obrero Español (PSOE) en las Cortes Republicanas. Militante de Acción Republicana, fue candidato por la Conjunción Republicano-Socialista a las Cortes por Guipúzcoa en las elecciones generales de 1931, pero no resultó elegido. De diciembre de 1931 a octubre de 1932 fue gobernador civil de Álava, y entre 1932 y 1933, lo fue de Vizcaya.
Falleció en un accidente de automóvil a los treinta y dos años.
El presidente de la II República Española, Manuel Azaña, dice de él en sus memorias, a propósito de su entierro «era un hombre joven y muy dispuesto. En Vizcaya hacía muy buena obra política. Acabó con el juego de balancín entre republicanos y monárquicos» y «se puso a defender a los republicanos contra nacionalistas y monárquicos [...] De Amilivia, enérgico, activo y con vocación, se hubiera podido sacar mucho provecho».